# Annoix
Annoix ist eine Gemeinde im französischen Département Cher in der Region Centre-Val de Loire. Sie gehört zum Kanton Trouy im Arrondissement Bourges.

## Geografie
Annoix ist von den Gemeinden Saint-Just im Nordwesten, Crosses im Norden, Vornay im Osten und Saint-Denis-de-Palin im Südwesten umgeben. Der Fluss Auron bildet im Südwesten weitgehend die Gemeindegrenze.

## Bevölkerungsentwicklung
| Jahr      | 1962 | 1968 | 1975 | 1982 | 1990 | 1999 | 2008 | 2013 |
| --------- | ---- | ---- | ---- | ---- | ---- | ---- | ---- | ---- |
| Einwohner | 197  | 189  | 221  | 286  | 282  | 263  | 228  | 235  |